# Agustín Goovaerts
Agustín Goovaerts (Bruselas, 1885-ibidem, 15 de agosto de 1939) fue un arquitecto e ingeniero belga. Desarrolló varios proyectos arquitectónicos y urbanísticios principalmente en Medellín y otras ciudades de Colombia, donde vivió ocho años. Algunas de sus obras han sido declaradas Monumento Nacional de ese país, pero muchas otras fueron demolidas a mediados y finales del siglo XX. Murió a los 58 años en Bruselas de una leucemia tifoidea. Entre sus obras más notables están el Palacio de la Gobernación de Antioquia, el Edificio Gonzalo Mejía y el Palacio Nacional, construidos en los años 1920 en Medellín.

## Vida

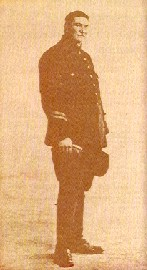
Agustín Goovaerts con su uniforme en la Primera Guerra Mundial

Goovaerts nació en Schaerbeek, un suburbio de Bruselas, en 1885. Era hijo de Celina Van Engelgeny y Alfonso Goovaerts, quien fue bibliotecólogo de Amberes y archivero mayor del Reino de Bélgica.
Goovaerts estudió dibujo en la Academia de Artes de Bruselas y Arquitectura e Ingeniería en la Universidad de Lovaina. Durante sus prácticas conoció las obras de su coterráneo Victor Horta y del holandés Hendrik Petrus Berlage, que lo influenciaron.
Se estableció en el barrio bruselense de Etterbeek. Trabajó durante un tiempo en la oficina del arquitecto Edmond Serneels, quien infuyó en su obra. Allí, participó en la construcción de la Iglesia de Saint-Antoine, en Etterbeek, terminada en 1910. Entre 1908 y 1913 diseñó cinco casas particulares en diferentes estilos en Etterbeek, entre ellas una para su familia y otras dos para los Desmet-Sillis y los Desvaux-Berleur.
En 1914 se ofreció para Primera Guerra Mundial. Fue licenciado del servicio militar por las heridas que sufrió en combate, pero continúo en el ejército a cargo de la enseñanza bilingüe en Calais, en la frontera con Francia. Allí funcionaba el cuartel militar belga, creado para los refugiados flamencos. También fue profesor de dibujo del Instituto Militar Belga de Reeducación Profesional.
Hacia 1914 contrajo matrimonio con Jeanne Marie Desmet. Los unió la afición por el tenis y la natación, que practicaban a nivel competitivo. Durante el servicio militar, que duró hasta 1918, nacieron sus hijos Jean y Godefroid. En total la pareja tuvo siete descendientes, tres de ellas nacidas en Medellín. Desmet fue asistente de Goovaerts en su gabinete de arquitecto y en la Radio Católica que transmitía varios programas de catequización por la onda corta de Radio Bélgica.
En 1918, Goovaerts diseñó varios monumentos y mausoleos para los caídos en la guerra. Sin embargo, los profesionales belgas contaban con buen prestigio internacional, y en febrero de 1920 la Gobernación de Antioquia lo contrató como ingeniero arquitecto. El 10 de marzo llegó a Medellín.

## En Antioquia
La capital antioqueña fue en las primeras décadas del siglo XX una pequeña ciudad de unos cien mil habitantes. Esta comenzaba a industrializarse y su clase dirigente estaba viviendo un momento muy intenso de afirmación cultural. Era la capital de un departamento que hace poco había terminado las redes de su ferrocarril. Y era también una ciudad donde apenas se estaban organizando las Empresas Públicas Municipales, con energía eléctrica recién instalada y muy pocos arquitectos profesionales en ejercicio. 

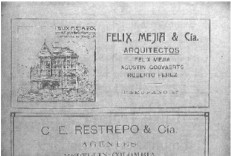
Anuncio comercial de la oficina de Félix Mejía y Agustín Goovaerts

Allí, casi toda la arquitectura consistía de la adaptación de patrones coloniales empobrecidos. A su vez, apenas se comenzaban a utilizar materiales diferentes de la tapia, el bahareque y la madera.
En junio de 1920 Gooaverts comenzó la construcción del edificio de la Gobernación de Antioquia, su primer encargo gubernamental. Sin embargo, a raíz de los problemas económicos del fisco departamental, la obra debió aplazarse y solo pudo abrir sus puertas cuatro años después, además de haberse reducido la edificación a una cuarta parte del diseño original. En el transcurso de su primer contrato oficial realizó un sinnúmero de reformas, refacciones y mejoras en edificios gubernamentales de Antioquia.

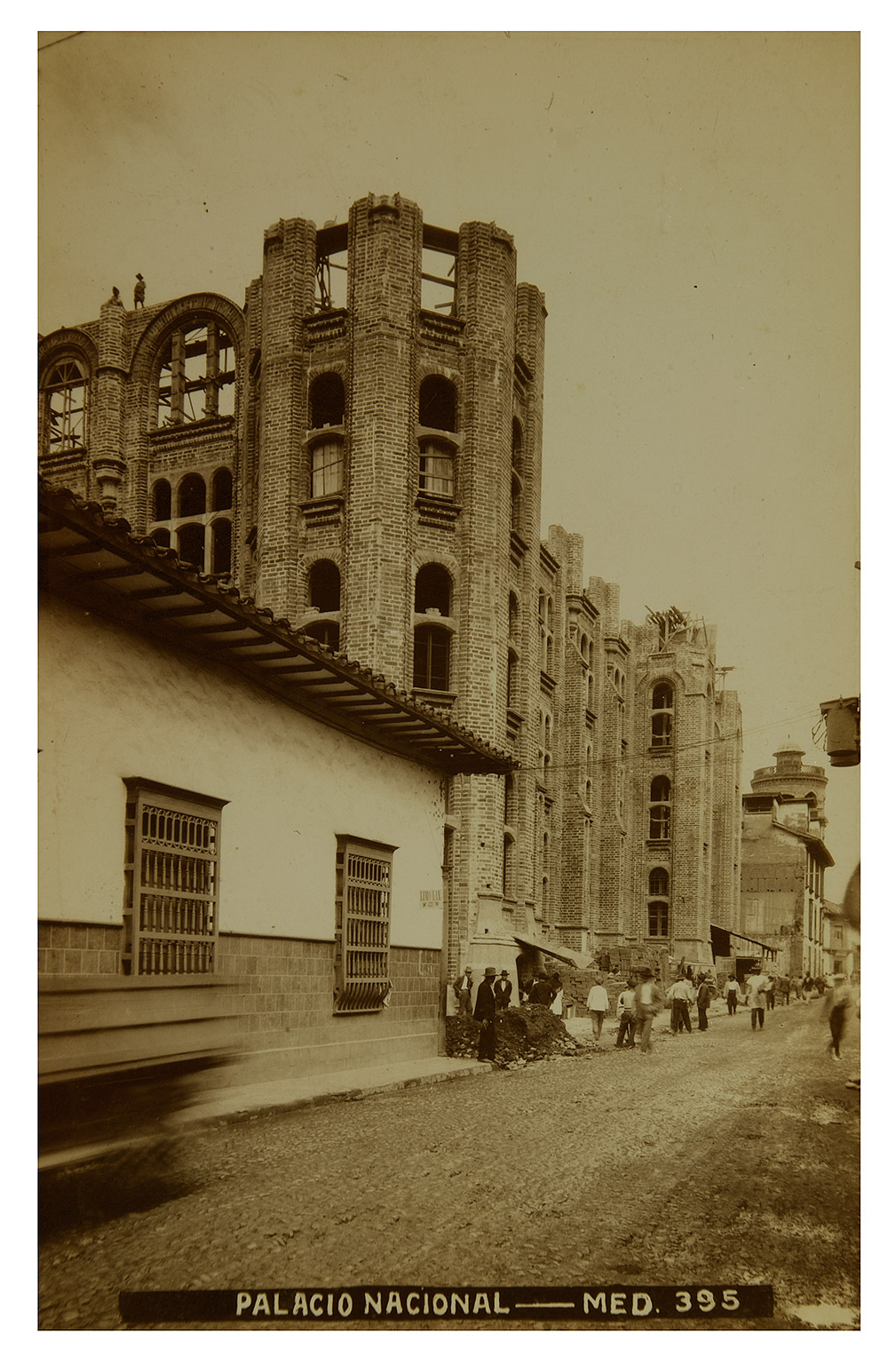
Construcción del Palacio Nacional.

En 1920 fue docente en la Escuela de Minas, donde dirigió el curso de Dibujo Arquitectónico y Arquitectura. Como Medellín no contaba con una escuela de arquitectura, Goovaerts planteó que en el último semestre de Ingeniería civil los alumnos realizaran una práctica en oficinas de arquitectos, para suplir así la carencia de personas adiestradas en dicho oficio.
Fue amigo y compañero de trabajo del también arquitecto Félix Mejía (miembro de Los Panidas). Como socio de su oficina, se le encomendó a Goovaerts el diseño de residencias particulares en sectores pudientes como el barrio Prado en el nororiente de la ciudad.
Además de las edificaciones gubernamentales, Goovaerts se integró a la élite regional, para la que le diseñó residencias, hoteles, teatros y restaurantes. Igualmente le encargaron varias iglesias, interiores de estas o remodelaciones como la Sagrado Corazón de Jesús, en el barrio Guayaquil, la cual fue declarada Monumento Nacional.
El 17 de agosto de 1928 salió la familia Goovaerts con destino a Bruselas, en tren, vía Puerto Berrío. Tras el recorrido por mar llegaron a la casa de la familia, en la calle Franklin de Bruselas. Allí, Agustín Goovaerts reinició sus actividades profesionales con el diseño del Seminario de Misiones de Santhoven de los Padres del Sagrado Corazón, el cual se inauguró el 20 de septiembre de 1932.
Cuando comenzó a manifestarse la gran depresión, la cual generó una parálisis de la construcción como actividad rentable, Agustín Goovaerts desempeñó varias y diferentes actividades, tales como: la administración de una casa de vacaciones en Grand Manil, servicios de geómetra-experto inmobiliario, realización del monumento para el Cardenal Mercier en Lovaina, y otros.
En 1934 le delegaron la dirección del Palacio de la Vía Católica en la Exposición Internacional de 1935 en Bruselas. Además, llevó a cabo la redacción y diagramación de Ediciones Servir, órgano de prensa que manejaba distintos temas turísticos y técnicos, actividad en la que utilizó sus conocimientos como diseñador.
Murió a la edad de 58 años en la ciudad de Bruselas, a causa de una leucemia tifoidea.

## Obra
Goovaerts siguió dos tendencias. Una muy tradicional, ortodoxa y académica, y otra con elementos de vanguardia, especialmente del art nouveau y del modernismo. La primera se plasmó sobre todo en los edificios públicos y la segunda, en los particulares.
El período inicial de su obra en Medellín transcurre entre 1921 y 1924. En este lapso creó sus proyectos más grandes, los cuales casi ninguno se conserva como el Teatro Junín (que también albergaba el hotel Europa), la Cárcel Celular de La Ladera, el edificio Ismael Correa y el edificio Calpe, sede de la Alcaldía en los años veinte.
Casi toda la arquitectura privada la desarrolló con Félix Mexía y Roberto Pérez, con quienes fundó Félix Mejía y Compañía. Su máxima obra juntos fue la remodelación de la iglesia de San Ignacio y el diseño de la capilla del Cementerio de San Pedro.
Con Tomás Uribe remodeló la Concatedral de Rionegro y construyó los templos de Don Matías, Caramanta, Ituango, Montebello, Armenia Mantequilla y La América (en Medellín). En total, diseñó, construyó, terminó o remodeló más de cuarenta edificaciones religiosas, muchas de ellas siguiendo el estilo neogótico.
En total, diseñó durante su periodo colombiano participó en 73 proyectos, incluida la remodelación de 40 iglesias.

### Obras importantes
- Casa Hap, calzada de Wavre n° 508 (1908)[2]
- Casa de estilo renacentista flamenca, calle Louis Hap n° 75 (1909).[2]
- Casa familiar de estilo neogótico, calle Beckers n° 13 (1910).[2]
- Casa de Alphonse Desmet, bulevar Lambermont 141 (1910).[2]
- Casa en la calzada Saint-Pierre n° 17 (1913).[2]
- Casa en la calle de Gerlache n° 9 (1913).[2]
- Varios monumentos conmemorativos en Bélgica (1918).[2]
- Palacio de la Gobernación de Antioquia, plaza Botero en Medellín (1920-1924).[4] Inconcluso.
- Edificio Ismael Correa, calle Colombia entre Carabobo y Bolívar,[5] Medellín (1922).[4] Demolido.
- Edificio Gonzalo Mejía (Teatro Junín), avenida La Playa con la calle Junín Medellín (1922).[4] Demolido.[6]
- Asilo de ancianos, Medellín (1922).[4]
- Casa Calpe, sede temporal de la Alcaldía de Medellín, esquina de las calles Colombia y Cúcuta (1924).[4] Demolida.
- Palacio Nacional, Medellín (1924).[7] Actualmente es un centro comercial.[7]
- Restaurante El Limón: Antioquia.[8]
- Iglesia de La América, barrio La América de Medellín (1925).
- Iglesia: Armenia, 1923. Construcción: F. Mejía y Cía.
- Coro y espacio del órgano de la iglesia de la Candelaria: Medellín, 1926.
- Monumento en el Cementerio de San Pedro para Camilo Restrepo M.: Medellín, 1926.
- Capilla del Cementerio de San Pedro: Medellín, 1925.
- Iglesia de San Ignacio: remodelación de la fachada y las torres: Plazuela de San Ignacio, Medellín, 1920.
- Monumento de la Universidad de Antioquia: Plazuela de San Ignacio, Medellín, 1920.
- Un pabellón del Hospital San Vicente de Paúl: Medellín; el primero a la derecha de la entrada principal.
- Hotel de Abejorral: Abejorral.
- Hotel de El Peñol: El Peñol.
- Casa de Rafael Piedrahíta: Medellín.
- Casa de Lucrecio Vélez: Medellín.
- Quiosco del parque de Berrío: Medellín.
- Iglesia del Sagrado Corazón: Medellín, 1921.
- Casa de Joaquín Bernal: Medellín.
- Casa de Santiago Londoño: Medellín.[9]
- Refugio de las Hermanas de la Presentación: Medellín.
- Escuela Tutelar de las Hermanas de la Presentación.
- Casa de Botero.
- Cúpula de la Iglesia de Abejorral y reforma del interior: Abejorral.
- Capilla del Hospital de Abejorral: Abejorral.
- Capilla de Nuestra Señora de las Mercedes: Sonsón.
- Iglesia del Carmen: Sonsón.
- Iglesia de Santa Bárbara: Ituango Antioquia.
- Capilla de Jesús Nazareno: Sonsón.
- Parque principal de Sonsón (antes plaza de Ruiz): Sonsón.
- Puente de La Toma, sobre la quebrada Santa Elena: Medellín.
- Cárcel de La Ladera: Medellín, 1921.
- Casa de la Cultura Ernesto María González Vélez (Inicialmente Escuela Modelo): Ciudad Bolívar, 1921.
- Pedestal del monumento del Libertador Simón Bolívar: Medellín, 1924.
- Casa Cural: Envigado.
- Colegio de Niñas (La Presentación: Envigado).
- Casa de la familia Villa: Medellín.
- Capilla: Yarumal, 1928.
- Escuela de Niñas: Yarumal, 1928.
- Casa Comunal: Pácora.
- Iglesia: Cartagena.
- Iglesia Parroquial: Montebello.
- Instituto Pedagógico de Bogotá. (Atribuido a Pablo de la Cruz).
- Monumento a Uribe Uribe en el parque de Valparaíso.
- Bancos de Londres y de las Américas; reforma de estos edificios, en el Parque de Berrío: Medellín.
- Planos para un grupo de doce casas: Medellín.
- Almacén sobre el puente de Junín, sobre la quebrada Santa Elena: Medellín.
- Grupo de casas para la Sociedad de San Vicente de Paúl, entre la calle El Palo y la Avenida Oriental: Medellín.
- Casa de Isaac Restrepo: Medellín.
- Hotel del Patronato de Obreras: Medellín.
- Casa de Luis Restrepo: Manizales.
- Casa de Jesús Posada: Medellín, 1926. Construcción: Tomás Uribe.
- Casa de J. Olimpo Morales: Riosucio, 1925.
- Casa de Jesús Arrióla, en Girardot con la Playa: Medellín, 1925.
- Palacio Episcopal: Santa Rosa de Osos, 1925.
- Iglesia de Aragón, en Santa Rosa de Osos, 1925.
- Edificación en Santa Rosa de Osos aledaña al parque principal.
- Edificio Pedro Justo Berrío Santa Rosa de Osos, actual Palacio de Gobierno.
- Iglesia de Nuestra Señora del Rosario, Donmatías, 1926. Junto con el arquitecto Tomás Uribe.
- Capilla del Hospital San Vicente de Paul, en Medellín; iniciada la construcción en 1941. Goovaerts envió los planos desde Bélgica.
- Casa Provincial de Rionegro.
- Catedral de Rionegro.
- Antiguo Matadero de Rionegro.
- Antigua Cárcel de Rionegro.
- Casa consistorial ( hoy palacio Municipal ) de Titiribí-Antioquia.

## Galería

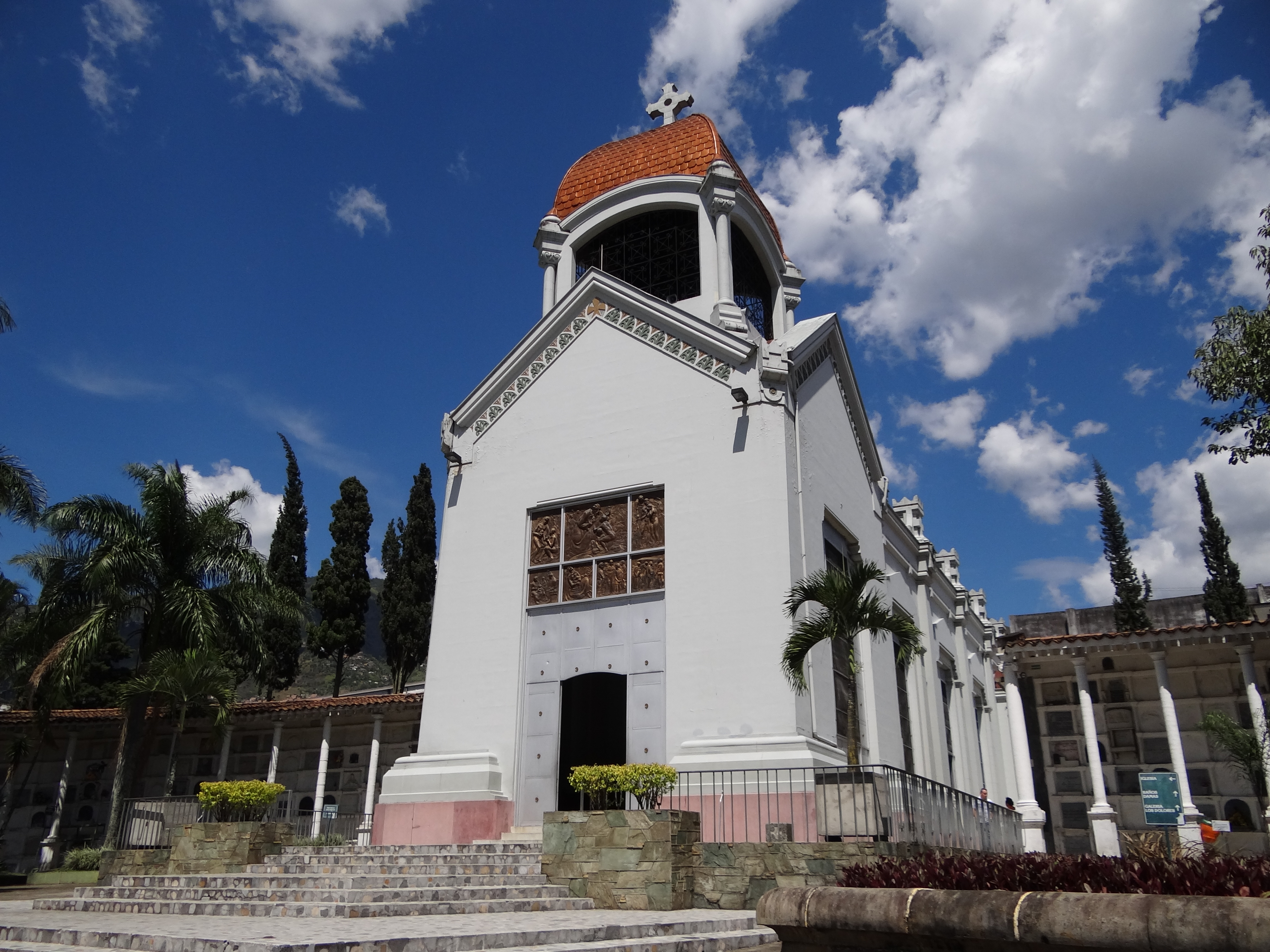
Capilla del Museo Cementerio San Pedro.
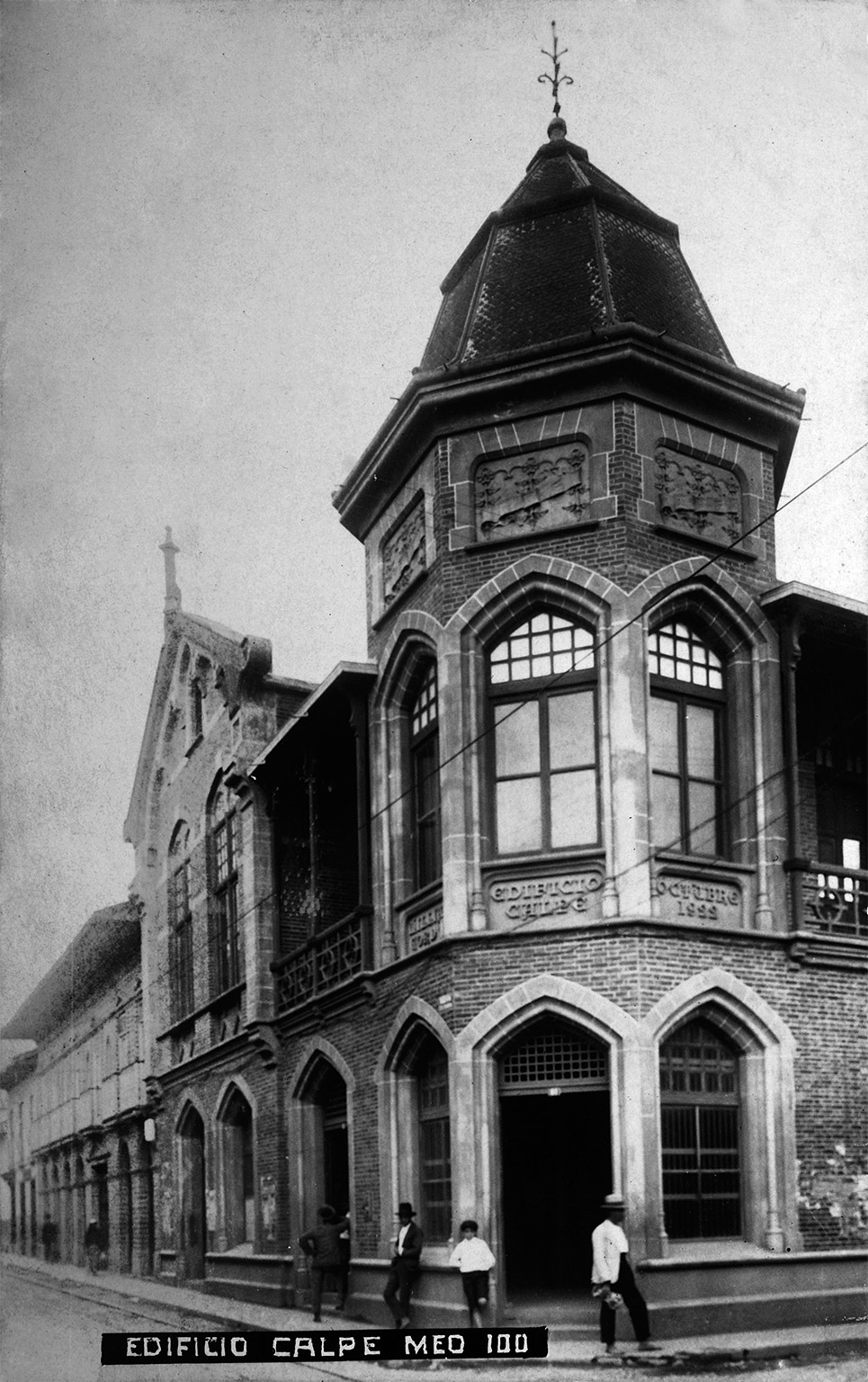
Edificio Calpe, sede de la Alcaldía en los años 1920
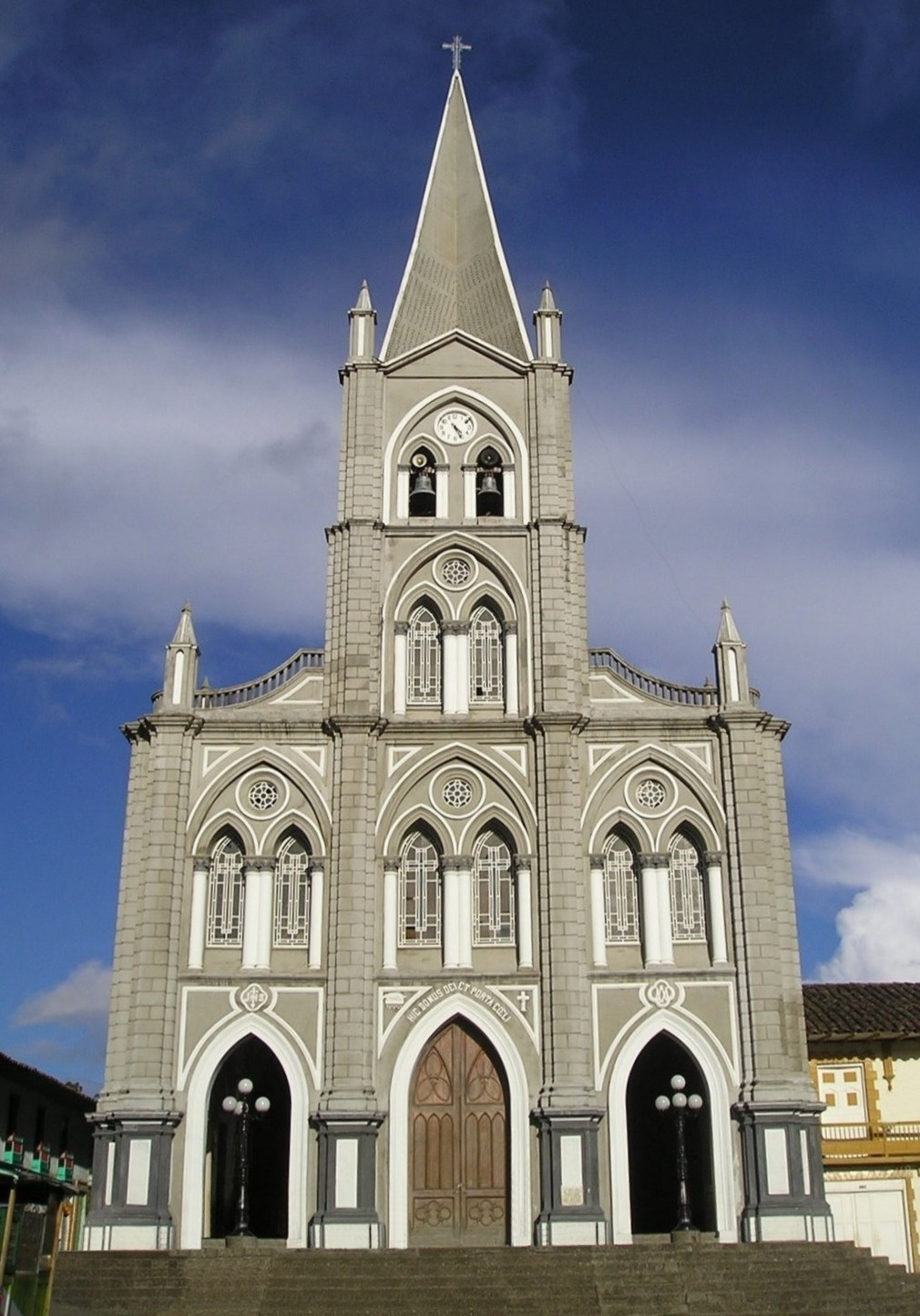
Iglesia de Caramanta
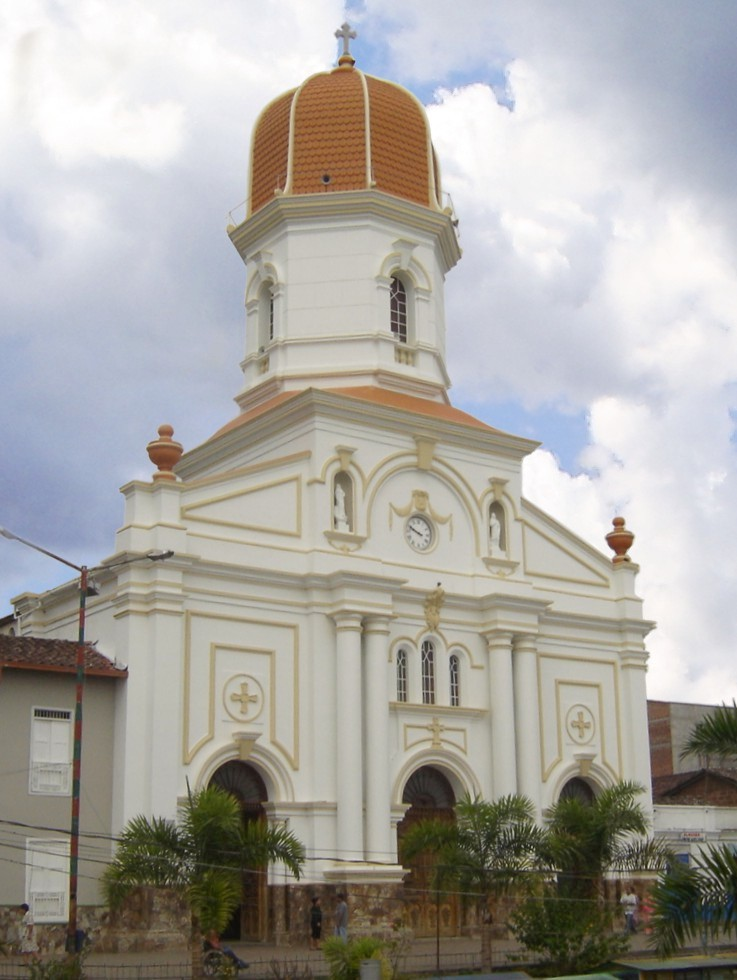
Iglesia de Ituango
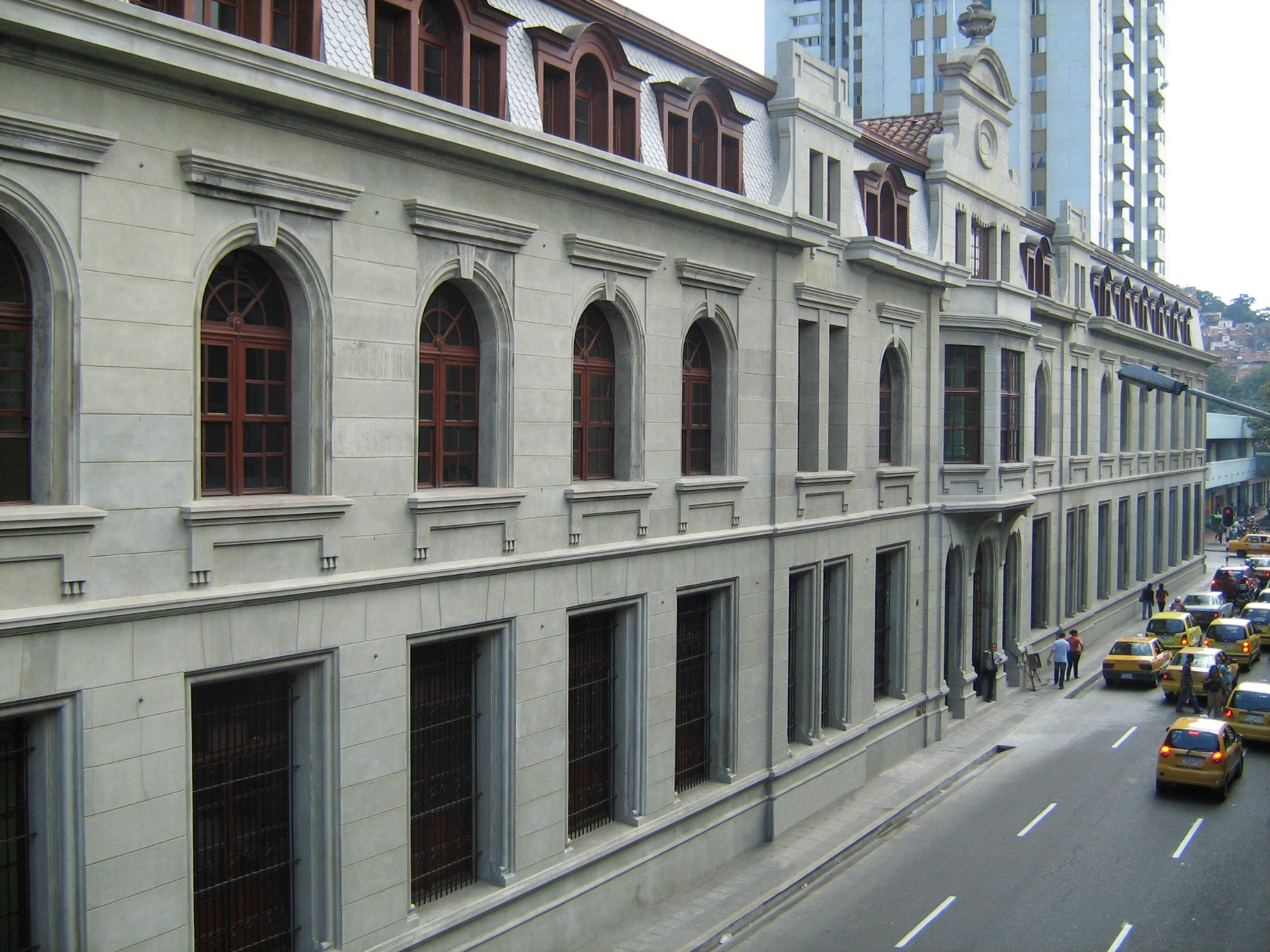
Antiguo edificio de la Facultad de Derecho de la Universidad de Antioquia
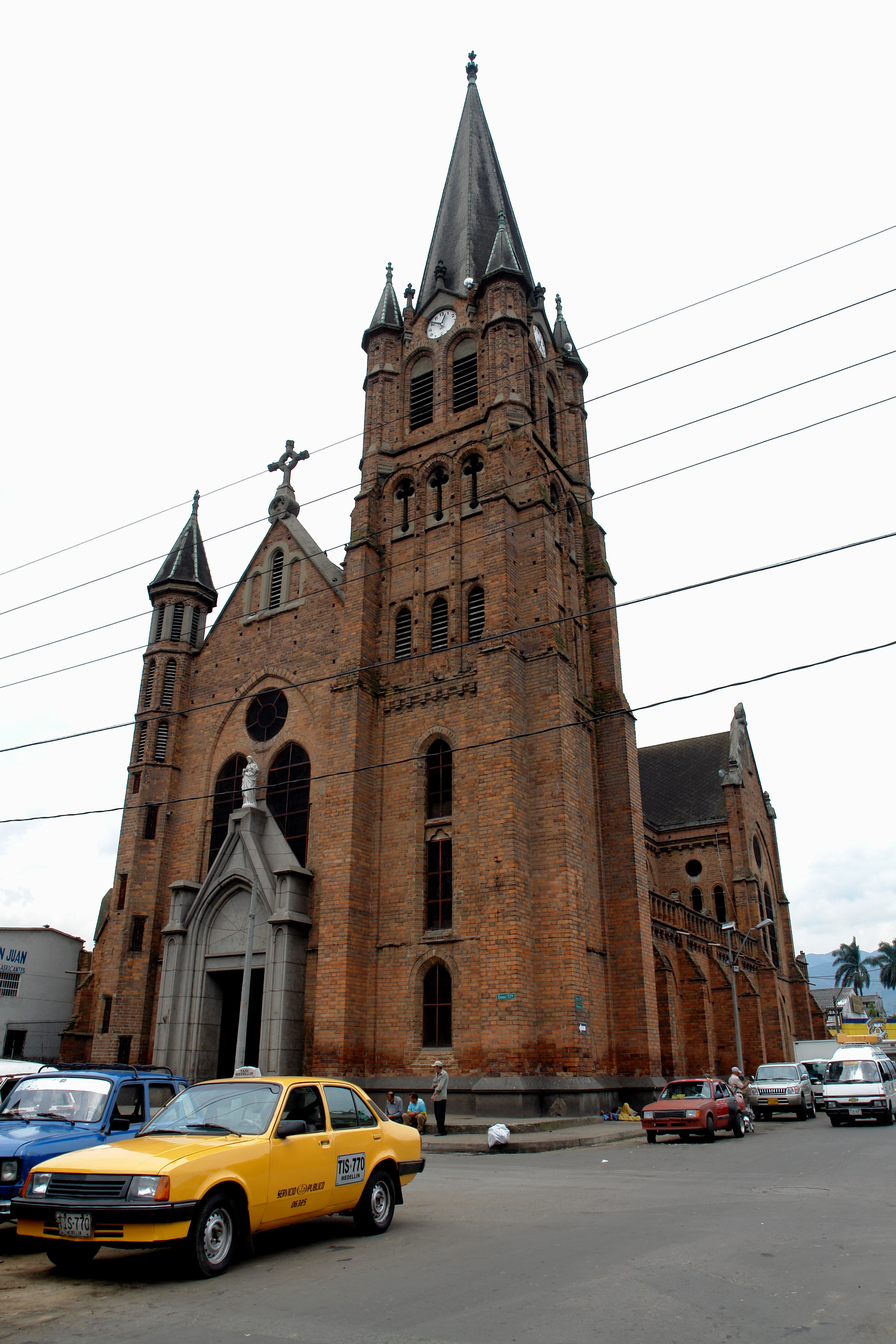
Iglesia del Sagrado Corazón de Jesús de estilo neogótico